# من الغسق حتى الفجر 3: ابنة الجلاد
من الغسق حتى الفجر 3: ابنة الجلاد (بالإنجليزية: From Dusk Till Dawn 3: The Hangman's Daughter)‏ هو فيلم رعب تم انتاجه في الولايات المتحدة وصدر سنة 1999 بطولة مايكل باركس وداني تريجو وهو الجزء الثالث في سلسلة أفلام من الغسق حتى الفجر.

## القصة
في المكسيك قبل مائة عام يهرب (جوني مدريد) الخارج الخطير عن القانون ، ويقوم باختطاف (أزميرالدا) ابنة مأمور السجن بمساعدة (ريس) الخارجة عن القانون ، لكنه لايعلم أن (أزميرالدا) نصف بشرية ، ونصف مصاصة دماء شرسة ، والتي تقرر الانتقام منهم جميعا.

## وصلات خارجية
- من الغسق حتى الفجر 3: ابنة الجلاد على موقع IMDb (الإنجليزية)
- من الغسق حتى الفجر 3: ابنة الجلاد على موقع روتن توميتوز (الإنجليزية)
- من الغسق حتى الفجر 3: ابنة الجلاد على موقع نتفليكس (الإنجليزية)
- من الغسق حتى الفجر 3: ابنة الجلاد على موقع قاعدة بيانات الأفلام العربية
- من الغسق حتى الفجر 3: ابنة الجلاد على موقع ألو سيني (الفرنسية)
- من الغسق حتى الفجر 3: ابنة الجلاد على موقع Turner Classic Movies (الإنجليزية)
- من الغسق حتى الفجر 3: ابنة الجلاد على موقع أول موفي (الإنجليزية)
- من الغسق حتى الفجر 3: ابنة الجلاد على موقع فيلمافينيتي (الإسبانية)
- من الغسق حتى الفجر 3: ابنة الجلاد على موقع قاعدة بيانات الأفلام السويدية (السويدية)
- من الغسق حتى الفجر 3: ابنة الجلاد على موقع قاعدة بيانات الفيلم (الإنجليزية)

من الغسق حتى الفجر 3: ابنة الجلاد على IMDb
من الغسق حتى الفجر 3: ابنة الجلاد على Rotten Tomatos
من الغسق حتى الفجر 3: ابنة الجلاد على AllMovies